# ガンキリン
ガンキリン（PSMD10、p28またはp28GANKとも呼ばれる）は、様々ながんで高発現しており、悪性腫瘍の発生および進展において中心的役割を果たすと推定される重要ながんタンパク質である。

## 発見
ガンキリンは肝細胞がんにおいて過剰発現するがん遺伝子産物として、京都大学医学研究科の藤田潤等により発見された。これとは独立して、東京都医学総合研究所の田中啓二等は26Sプロテアソームのサブユニットp28として、英国ノッティンガム大学のR John Mayer等は26SプロテアソームのS6bサブユニットに結合するタンパク質として同定した。このため、ガンキリンはPSMD10（26Sプロテアソーム非ATPaseサブユニット10）とも呼ばれる。しかし、後の研究によれば、ガンキリンは26Sプロテアソームのサブユニットではなく、一時的に結合して19S調節複合体の組み立てを助ける分子シャペロンであることが示されている。

## 構造
タンパク質構造解析によれば、ガンキリンは7つのアンキリンリピートからなり、手のひらを丸めたような構造をしている。アンキリンリピートは一般に分子間（または分子内）相互作用により機能制御に関与するアミノ酸配列として知られている。

## 機能・がん抑制タンパク質との関連
ガンキリンはがんタンパク質（oncoprotein）であり、その過剰発現によりマウス線維芽細胞およびヒト腫瘍細胞において腫瘍の形成や細胞増殖を促進する。これはガンキリンがサイクリン依存性キナーゼCDK4に結合することにより、CDK4がp16やp18により阻害されることを妨害し、同時にがん抑制タンパク質RBとも結合してRBのCDK4によるリン酸化、転写因子E2Fの活性化を引き起こすことが一因である（図）。
ガンキリンの結合は、RBのユビキチン化およびプロテアソームによる分解も促進する。なお、ガンキリンがプロテアソームS6b サブユニットとRBに同時に結合するという事実は、ガンキリンがユビキチン化タンパク質を26Sプロテオソームへ運ぶキャリアーとして働き、その分解を促進する可能性を示唆している。

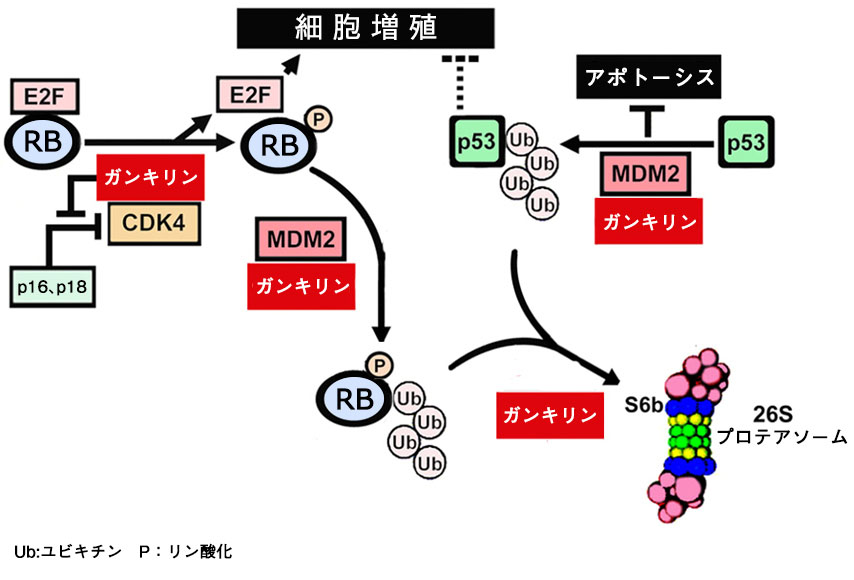
図：ガンキリンの細胞増殖とアポトーシスへの影響

ガンキリンは細胞のアポトーシスを阻害する。この抗アポトーシス活性は、ガンキリンがE3ユビキチンリガーゼMDM2に結合し、がん抑制タンパク質p53のユビキチン化およびプロテアソームによる分解を促進することによると考えられている（図）。p53は多種多様な生体ストレスから細胞を守り、がんを防ぐ働きから 「ゲノムの守護神」とも呼ばれる最も重要ながん抑制タンパク質で、ヒトのがんの約 50% で遺伝子変異が認められる。
ガンキリンは、上記2つの主要ながん抑制タンパク質RBおよびp53に加えて、C /EBPα、TSC2、HNF4α、CUGBP1などのがん抑制タンパク質にも結合し、そのユビキチン化およびそれに続くプロテアソームによる分解を促す。さらにガンキリンはがん抑制タンパク質p16、PTENおよびFIH-1（低酸素誘導性因子-1を阻害する因子）をも阻害するため、「がん抑制因子の殺し屋（killer of tumor suppressors）」とも呼ばれる。
ガンキリンはその他、NF-κB/ RelA、MAGE-A4、IGFBP-5、SHP-1、ATG7、Keap1/Nrf2、WWP2/Oct4、PI3K/Akt、IL-6/STAT3、IL-8、YAP1、並びに低酸素誘導性因子-1等といった多くのタンパク質に結合し、多くのシグナル伝達経路に影響を与え発がんに寄与している。

### 動物モデル
肝細胞にガンキリンを過剰発現させたマウスでは、肝がんではなく肝血管肉腫が発生した。ただし発がん物質による肝細胞がんの発生は増加した。ミノカサゴでは、脂肪肝、胆汁鬱滞, 線維化の後に肝細胞がん、胆管がんが自然発生した。
ガンキリン遺伝子発現を欠損したマウスでは、大腸や肝の発がん実験でがんの発生が抑制され、腫瘍環境をなす細胞でのガンキリン発現もがん化に重要であることが示された。

## がん治療標的として
ガンキリンは、以下の理由によりがん治療の優れた標的であると考えられている。
- がん細胞とその周りの細胞とは、お互いに作用しあって、多段階的に腫瘍発生を進めて行くことが知られている[40]。ガンキリンは両方の細胞において発現し腫瘍発生・進展を促進する[28][39]。
- ガンキリンは、細胞悪性化の早期（発生）および後期（進展、転移）段階の両方において発がんを促進する。例えば、ガンキリンの過剰発現はラットの肝発がんモデルでは肝の線維化段階から始まり[41]、ヒト肝組織では肝炎、肝硬変、腺腫から肝がんへと段階的に増加する[42]。肝、結腸直腸、食道および肺を含む多くの異なるタイプのがんにおいて、ガンキリンの発現が多いほど浸潤、転移が多く、予後不良で治療抵抗性である[43][44][45]。
- ガンキリンは正常臓器では発現レベルが低い。一方、肝がんでは98％の症例で[10][46]、食道[47]、胃[45]、前立腺[48]、結腸直腸[19]その他の臓器のがんでもほとんどの症例で発現が亢進している。
- ガンキリンは上記含めほとんどすべての臓器に発生するがんで過剰発現が認められている。
- ガンキリンは複数の主要ながん抑制因子を抑制する。
- ガンキリンは、8個の重要ながんの特徴（hallmarks of cancer）のうち少なくとも7個の出現に関係している[40]。したがって、ガンキリンを阻害すれば、がんの特徴の多くが改善する可能性がある。

## 予防と治療への応用
ガンキリンは肝をはじめとする多くの臓器で、がんの発生と進展に重要な役割を果たしている。そこで、抗ガンキリン剤を用いればがん細胞およびその微小環境の両方に作用して、多くの人のがんに対する治療効果および予防効果を示すことが期待される。また他のいろいろながん治療法に併用すれば、その効果を増強することが推測される。